# Klemmettjärnarna (Hotagens socken, Jämtland, 712207-144507)
Klemmettjärnarna är en sjö i Krokoms kommun i Jämtland och ingår i Ångermanälvens huvudavrinningsområde. Sjön har en area på 0,109 kvadratkilometer och ligger 658 meter över havet. Klemmettjärnarna ligger i Gråberget-Hotagsfjällen Natura 2000-område.

## Delavrinningsområde
Klemmettjärnarna ingår i det delavrinningsområde (712204-144490) som SMHI kallar för Utloppet av Klemmettjärnarna. Medelhöjden är 664 meter över havet och ytan är 0,37 kvadratkilometer. Räknas de 6 avrinningsområdena uppströms in blir den ackumulerade arean 5,19 kvadratkilometer. Vattendraget som avvattnar avrinningsområdet har biflödesordning 5, vilket innebär att vattnet flödar genom totalt 5 vattendrag innan det når havet efter 283 kilometer. Avrinningsområdet består mestadels av skog (71 procent). Avrinningsområdet har 0,11 kvadratkilometer vattenytor vilket ger det en sjöprocent på 29,6 procent.